# 李文芝
李文芝（1490年—？年），字元徵，號柘泉，山东兖州府東平州人，民籍。

## 生平
治《詩經》，正德十四年（1519年）山東鄉試第七十一名舉人，年三十四歲中式嘉靖二年（1523年）癸未科會試第一百七十名，第三甲第一百九十一名進士。三年正月选授湖广道监察御史，贬南京前府都事，后改锦衣卫经历，升工部员外郎，嘉靖十二年大同兵變，宣大总制刘源清准备筑堤以水灌城，嘉靖帝派遣李文芝和兵部主事楚书前往巡视其事。历升庆阳府、怀庆府知府，升山西按察司保定兵备副使，嘉靖二十年十二月因涉总督侍郎胡守中一案被革职閑住。工诗文，著有《柘泉类槁》及《柘泉乐府》。

## 家族
曾祖李瑾。祖父李聰。父李昂。母张氏，继母王氏。具庆下。弟李文蘭。